# Pavel Zheleznyakov
Pavel Igorevich Zheleznyakov (tiếng Nga: Павел Игоревич Железняков; sinh ngày 25 tháng 1 năm 1997) là một cầu thủ bóng đá người Nga thi đấu cho FC Luki-Energiya Velikiye Luki.

## Sự nghiệp câu lạc bộ
Anh có màn ra mắt tại Giải bóng đá chuyên nghiệp quốc gia Nga cho FC Luki-Energiya Velikiye Luki vào ngày 23 tháng 9 năm 2017 trong trận đấu với FC Murom.